# إسحاق كوفور
إسحاق كوفور (بالإنجليزية: Isaac Kuffour)‏ هو لاعب كرة قدم غاني في مركز الهجوم، ولد في 30 ديسمبر 1978. لعب مع أشانتي كوتوكو.

## وصلات خارجية
- إسحاق كوفور على موقع قاعدة بيانات كرة القدم.إي يو (الإنجليزية)
- إسحاق كوفور على موقع ناشيونال فوتبول تيمز (الإنجليزية)